# كارينا داهل
كارينا داهل (بالنرويجية البوكمول: Carina Dahl)‏ هي مغنية وعارضة نرويجية، ولدت في 15 أغسطس 1985 في تروندهايم في النرويج.

## وصلات خارجية
- الموقع الرسمي
- كارينا داهل على موقع IMDb (الإنجليزية)
- كارينا داهل على موقع ميوزك برينز (الإنجليزية)
- كارينا داهل على موقع أول ميوزيك (الإنجليزية)